# Imperiul colonial italian
Imperiul colonial italian (italiană Impero coloniale italiano) a fost un imperiu colonial creat după ce Regatul Italiei s-a aliat cu alte puteri din Europa pentru a stabili noi colonii de peste mări în timpul Luptei pentru Africa.
Principalele state care au făcut parte din Imperiul Colonial Italian sunt: Albania, Somalia și Etiopia.
Italia modernă, ca stat unificat a luat ființă abia în 1861, an în care țări ca: Franța, Spania, Portugalia, Regatul Unit și Olanda posedau vaste imperii formate cu sute de ani în urmă.
Unul din spațiile deschise colonizării îl constituia Africa, continent vizat de ambițiile colonialiste ale Italiei care, în 1914, odată cu izbucnirea Primului Război Mondial, anexează Eritreea, Somalia, Libia și Insulele Dodecaneze.
În Asia o regiune controlată de Italia, în prima jumătate a secolului XX, este cea din jurul orașului Tianjin.
În Primul Război Italo-Etiopian, Etiopia este salvată prin susținerea Franței și Rusiei, ca mai târziu, în Al Doilea Război Italo-Etiopian, Italia să intre în stăpânirea acestui stat.
În Europa, Albania devine protectorat italian în 1917, iar în noiembrie 1918, Dalmația este capturată de Italia, a cărei dominație este legalizată prin Tratatul de la Londra.